# مأمور ۴۷
مامور47 (به انگلیسی,Agent 47) شخصیتی خیالی و قهرمان اصلی سری بازی‌های ویدئویی هیتمن است. صداپیشه این شخصیت، دیوید بیتسون است. مامور ۴۷، آدمکشی ژنتیکی است که از ترکیب دی‌ان‌ای ۵ جنایتکار خطرناک جهان ایجاد شده‌است. شخصیت مامور 47 به‌طور کلی قاتلی شبیه‌سازی شده‌است و نام خودش را از چهل‌وهفتمین کلون (شبیه‌سازی) دی‌ان‌ای ۵ مرد مختلف گرفته‌است. کارکتر مامور 47 با استقبال بسیار خوبی از سوی منتقدان مواجه شد و به یک شخصیت مشهور در سری بازی‌های ویدئویی تبدیل شد. بر پایهٔ شهرت و محبوبیت این کارکتر، اقتباس‌های سینمایی چندی نیز با محوریت کارکتر مامور 47 ساخته شد که برخی از مهم‌ترین آنها عبارت هستند از هیتمن به کارگردانی خاویر گنس، محصول سال ۲۰۰۷ و دیگری، هیتمن: مأمور ۴۷ به کارگردانی الکساندر باخ محصول سال ۲۰۱۵ میلادی
مامور 47 معروف به هیتمن(به انگلیسی: Hitman) یک شخصیت بازی‌های ویدئویی است. این شخصیت تاکنون در چند مجموعه بازی و در دو فیلم هیتمن ۲۰۰۷و هیتمن:ماُمور۴۷. ۲۰۱۵ حضور داشته. این شخصیت قاتلی بی‌رحم و آموزش دیده‌است که به دلیل آزمایش‌هایی که روی وی و دیگر افراد پروژه ماُمور (agent)انجام شده در کارش یعنی کشتن درنگ یا دلسوزی ندارد. البته در بعضی اوقات احساس داشتن او را می‌توان حس کرد ولی در کل او یک ماشین کشتار حرفه‌ای است.

## نگارخانه

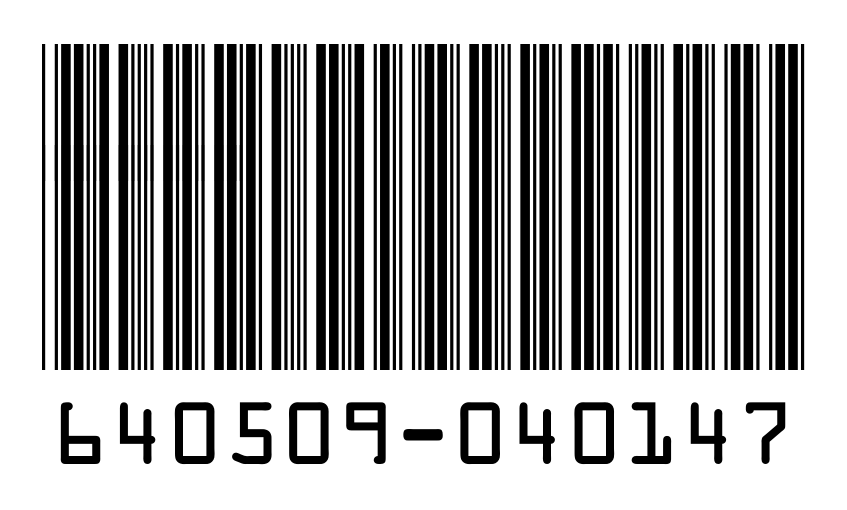